# Élections législatives de 1988 dans le Nord
Les élections législatives françaises de 1988 se déroulent les 5 et 12 juin 1988.  Dans le département du Nord, vingt-quatre députés sont à élire dans le cadre de vingt-quatre circonscriptions.

## Élus
| Circonscription | Député sortant        | Parti                 | Parti                 | Député élu ou réélu  | Parti | Parti         |
| --------------- | --------------------- | --------------------- | --------------------- | -------------------- | ----- | ------------- |
| 1re             | Scrutin proportionnel | Scrutin proportionnel | Scrutin proportionnel | Pierre Mauroy        |       | PS            |
| 2e              | Scrutin proportionnel | Scrutin proportionnel | Scrutin proportionnel | Bernard Derosier     |       | PS            |
| 3e              | Scrutin proportionnel | Scrutin proportionnel | Scrutin proportionnel | Claude Dhinnin       |       | RPR           |
| 4e              | Scrutin proportionnel | Scrutin proportionnel | Scrutin proportionnel | Bruno Durieux        |       | UDF (CDS)     |
| 5e              | Scrutin proportionnel | Scrutin proportionnel | Scrutin proportionnel | Denise Cacheux       |       | PS            |
| 6e              | Scrutin proportionnel | Scrutin proportionnel | Scrutin proportionnel | Robert Anselin       |       | PS            |
| 7e              | Scrutin proportionnel | Scrutin proportionnel | Scrutin proportionnel | Bernard Carton       |       | PS            |
| 8e              | Scrutin proportionnel | Scrutin proportionnel | Scrutin proportionnel | Gérard Vignoble      |       | UDF (CDS)     |
| 9e              | Scrutin proportionnel | Scrutin proportionnel | Scrutin proportionnel | Serge Charles        |       | RPR           |
| 10e             | Scrutin proportionnel | Scrutin proportionnel | Scrutin proportionnel | Jean-Pierre Balduyck |       | PS            |
| 11e             | Scrutin proportionnel | Scrutin proportionnel | Scrutin proportionnel | Yves Durand          |       | PS            |
| 12e             | Scrutin proportionnel | Scrutin proportionnel | Scrutin proportionnel | Albert Denvers       |       | PS            |
| 13e             | Scrutin proportionnel | Scrutin proportionnel | Scrutin proportionnel | Michel Delebarre     |       | PS            |
| 14e             | Scrutin proportionnel | Scrutin proportionnel | Scrutin proportionnel | Charles Paccou       |       | RPR           |
| 15e             | Scrutin proportionnel | Scrutin proportionnel | Scrutin proportionnel | Maurice Sergheraert  |       | Divers droite |
| 16e             | Scrutin proportionnel | Scrutin proportionnel | Scrutin proportionnel | Georges Hage         |       | PCF           |
| 17e             | Scrutin proportionnel | Scrutin proportionnel | Scrutin proportionnel | Marc Dolez           |       | PS            |
| 18e             | Scrutin proportionnel | Scrutin proportionnel | Scrutin proportionnel | Jean Le Garrec       |       | PS            |
| 19e             | Scrutin proportionnel | Scrutin proportionnel | Scrutin proportionnel | Gustave Ansart       |       | PCF           |
| 20e             | Scrutin proportionnel | Scrutin proportionnel | Scrutin proportionnel | Alain Bocquet        |       | PCF           |
| 21e             | Scrutin proportionnel | Scrutin proportionnel | Scrutin proportionnel | Fabien Thiémé        |       | PCF           |
| 22e             | Scrutin proportionnel | Scrutin proportionnel | Scrutin proportionnel | Christian Bataille   |       | PS            |
| 23e             | Scrutin proportionnel | Scrutin proportionnel | Scrutin proportionnel | Umberto Battist      |       | PS            |
| 24e             | Scrutin proportionnel | Scrutin proportionnel | Scrutin proportionnel | Marcel Dehoux        |       | PS            |

## Positionnement des partis
L'UDF et le RPR se présentent unis sous l'étiquette « Union du Rassemblement et du Centre » tandis que les candidats du Parti socialiste se rangent sous la bannière de la « Majorité présidentielle pour la France unie », slogan de la campagne présidentielle de François Mitterrand.

## Résultats

### Résultats à l'échelle du département
| Parti          | Parti                                       | Premier tour | Premier tour | Second tour | Second tour | Sièges |
| Parti          | Parti                                       | Voix         | %            | Voix        | %           | Sièges |
| -------------- | ------------------------------------------- | ------------ | ------------ | ----------- | ----------- | ------ |
|                | Parti socialiste                            | 402 586      | 37,21        | 449 181     | 45,21       | 14     |
|                | La France unie                              | 402 586      | 37,21        | 449 181     | 45,21       | 14     |
|                |                                             |              |              |             |             |        |
|                | Rassemblement pour la République            | 219 494      | 20,29        | 266 766     | 26,85       | 3      |
|                | Union pour la démocratie française          | 100 509      | 9,29         | 102 716     | 10,34       | 2      |
|                | Divers droite                               | 41 341       | 3,82         | 49 541      | 4,99        | 1      |
|                | Centre national des indépendants et paysans | 2            | 0,00         |             |             | 0      |
|                | Union du Rassemblement et du Centre         | 361 346      | 33,40        | 419 023     | 42,17       | 6      |
|                |                                             |              |              |             |             |        |
|                | Parti communiste français                   | 190 110      | 17,57        | 125 446     | 12,62       | 4      |
|                | Front national                              | 120 481      | 11,14        |             |             | 0      |
|                | Extrême gauche                              | 3 640        | 0,34         | 0           |             |        |
|                | Divers écologiste                           | 2 485        | 0,23         | 0           |             |        |
|                | Extrême droite                              | 898          | 0,08         | 0           |             |        |
|                | Divers                                      | 323          | 0,03         | 0           |             |        |
|                |                                             |              |              |             |             |        |
| Inscrits       | Inscrits                                    | 1 636 421    | 100,00       | 1 508 619   | 100,00      | 24     |
| Abstentions    | Abstentions                                 | 527 394      | 32,23        | 458 454     | 30,39       |        |
| Votants        | Votants                                     | 1 109 027    | 67,77        | 1 050 165   | 69,61       |        |
| Blancs et nuls | Blancs et nuls                              | 27 158       | 2,45         | 56 515      | 5,38        |        |
| Exprimés       | Exprimés                                    | 1 081 869    | 97,55        | 993 650     | 94,62       |        |

### Résultats par circonscription

#### Première circonscription (Lille-Sud)
| Candidat       | Candidat                    | Parti             | Premier tour | Premier tour | Second tour | Second tour |  |
| Candidat       | Candidat                    | Parti             | Voix         | %            | Voix        | %           |  |
| -------------- | --------------------------- | ----------------- | ------------ | ------------ | ----------- | ----------- |  |
|                | Pierre Mauroy sortant réélu | PS                | 14 080       | 44,13        | 18 498      | 55,73       |  |
|                | Colette Codaccioni          | RPR (URC)         | 8 345        | 26,15        | 14 692      | 44,27       |  |
|                | Jean Despinois              | FN                | 3 606        | 11,3         |             |             |  |
|                | Bruno Chauvierre sortant    | Divers droite     | 2 464        | 7,72         |             |             |  |
|                | Annick Mattighello          | PCF               | 1 949        | 6,11         |             |             |  |
|                | Renée Leguevel              | Divers écologiste | 1 465        | 4,59         |             |             |  |
|                | Louis Vouters               | Divers droite     | 0            | 0            |             |             |  |
|                |                             |                   |              |              |             |             |  |
| Inscrits       | Inscrits                    | Inscrits          | 56 311       | 100,00       | 56 311      | 100,00      |  |
| Abstentions    | Abstentions                 | Abstentions       | 23 953       | 42,54        | 22 232      | 39,48       |  |
| Votants        | Votants                     | Votants           | 32 358       | 57,46        | 34 079      | 60,52       |  |
| Blancs et nuls | Blancs et nuls              | Blancs et nuls    | 449          | 1,39         | 889         | 2,61        |  |
| Exprimés       | Exprimés                    | Exprimés          | 31 909       | 98,61        | 33 190      | 97,39       |  |

#### Deuxième circonscription (Lille-Est)
| Candidat       | Candidat                       | Parti          | Premier tour | Premier tour | Second tour | Second tour |  |
| Candidat       | Candidat                       | Parti          | Voix         | %            | Voix        | %           |  |
| -------------- | ------------------------------ | -------------- | ------------ | ------------ | ----------- | ----------- |  |
|                | Bernard Derosier sortant réélu | PS             | 20 064       | 49,53        | 26 301      | 62,71       |  |
|                | Désiré Vanbrabant              | UDF (PR) (URC) | 11 158       | 27,54        | 15 637      | 37,29       |  |
|                | Georges Dehove                 | FN             | 4 846        | 11,96        |             |             |  |
|                | Jean-Raymond de Grève          | PCF            | 4 441        | 10,96        |             |             |  |
|                |                                |                |              |              |             |             |  |
| Inscrits       | Inscrits                       | Inscrits       | 69 274       | 100,00       | 69 274      | 100,00      |  |
| Abstentions    | Abstentions                    | Abstentions    | 27 840       | 40,19        | 25 946      | 37,45       |  |
| Votants        | Votants                        | Votants        | 41 434       | 59,81        | 43 328      | 62,55       |  |
| Blancs et nuls | Blancs et nuls                 | Blancs et nuls | 925          | 2,23         | 1 390       | 3,21        |  |
| Exprimés       | Exprimés                       | Exprimés       | 40 509       | 97,77        | 41 938      | 96,79       |  |

#### Troisième circonscription (Lille-Nord)
| Candidat       | Candidat                     | Parti          | Premier tour | Premier tour | Second tour | Second tour |  |
| Candidat       | Candidat                     | Parti          | Voix         | %            | Voix        | %           |  |
| -------------- | ---------------------------- | -------------- | ------------ | ------------ | ----------- | ----------- |  |
|                | Claude Dhinnin sortant réélu | RPR (URC)      | 13 830       | 42,52        | 18 260      | 52,82       |  |
|                | Jacqueline Osselin sortante  | PS             | 11 947       | 36,73        | 16 308      | 47,18       |  |
|                | Marc Wargnier                | FN             | 4 042        | 12,43        |             |             |  |
|                | Michel Douliez               | PCF            | 2 387        | 7,34         |             |             |  |
|                | Laurent Rosenfeld            | Divers         | 323          | 0,99         |             |             |  |
|                |                              |                |              |              |             |             |  |
| Inscrits       | Inscrits                     | Inscrits       | 56 651       | 100,00       | 56 651      | 100,00      |  |
| Abstentions    | Abstentions                  | Abstentions    | 23 515       | 41,51        | 21 227      | 37,47       |  |
| Votants        | Votants                      | Votants        | 33 136       | 58,49        | 35 424      | 62,53       |  |
| Blancs et nuls | Blancs et nuls               | Blancs et nuls | 607          | 1,83         | 856         | 2,42        |  |
| Exprimés       | Exprimés                     | Exprimés       | 32 529       | 98,17        | 34 568      | 97,58       |  |

#### Quatrième circonscription (Lille-Ouest)
| Candidat       | Candidat                    | Parti           | Premier tour | Premier tour | Second tour | Second tour |  |
| Candidat       | Candidat                    | Parti           | Voix         | %            | Voix        | %           |  |
| -------------- | --------------------------- | --------------- | ------------ | ------------ | ----------- | ----------- |  |
|                | Bruno Durieux sortant réélu | UDF (CDS) (URC) | 19 401       | 47,85        | 23 974      | 57,15       |  |
|                | Marie-Cécile Laidebeur      | PS              | 12 628       | 31,15        | 17 978      | 42,85       |  |
|                | Marcel Château              | PCF             | 4 311        | 10,63        |             |             |  |
|                | Marie-Danielle Rémy         | FN              | 4 203        | 10,37        |             |             |  |
|                |                             |                 |              |              |             |             |  |
| Inscrits       | Inscrits                    | Inscrits        | 63 326       | 100,00       | 63 324      | 100,00      |  |
| Abstentions    | Abstentions                 | Abstentions     | 21 898       | 34,58        | 20 136      | 31,8        |  |
| Votants        | Votants                     | Votants         | 41 428       | 65,42        | 43 188      | 68,2        |  |
| Blancs et nuls | Blancs et nuls              | Blancs et nuls  | 885          | 2,14         | 1 236       | 2,86        |  |
| Exprimés       | Exprimés                    | Exprimés        | 40 543       | 97,86        | 41 952      | 97,14       |  |

#### Cinquième circonscription (Seclin)
| Candidat       | Candidat                       | Parti          | Premier tour | Premier tour | Second tour | Second tour |  |
| Candidat       | Candidat                       | Parti          | Voix         | %            | Voix        | %           |  |
| -------------- | ------------------------------ | -------------- | ------------ | ------------ | ----------- | ----------- |  |
|                | Denise Cacheux sortante réélue | PS             | 20 344       | 41,65        | 30 515      | 60,18       |  |
|                | Marcel Deraedt                 | RPR (URC)      | 14 030       | 28,73        | 20 188      | 39,82       |  |
|                | Jean Demailly                  | PCF            | 8 580        | 17,57        |             |             |  |
|                | Jacques Bourrez                | FN             | 5 887        | 12,05        |             |             |  |
|                |                                |                |              |              |             |             |  |
| Inscrits       | Inscrits                       | Inscrits       | 75 787       | 100,00       | 75 785      | 100,00      |  |
| Abstentions    | Abstentions                    | Abstentions    | 25 377       | 33,48        | 22 959      | 30,29       |  |
| Votants        | Votants                        | Votants        | 50 410       | 66,52        | 52 826      | 69,71       |  |
| Blancs et nuls | Blancs et nuls                 | Blancs et nuls | 1 569        | 3,11         | 2 123       | 4,02        |  |
| Exprimés       | Exprimés                       | Exprimés       | 48 841       | 96,89        | 50 703      | 95,98       |  |

#### Sixième circonscription (Orchies)
| Candidat       | Candidat                      | Parti          | Premier tour | Premier tour | Second tour | Second tour |  |
| Candidat       | Candidat                      | Parti          | Voix         | %            | Voix        | %           |  |
| -------------- | ----------------------------- | -------------- | ------------ | ------------ | ----------- | ----------- |  |
|                | Robert Anselin élu            | PS             | 17 009       | 36,59        | 25 041      | 50,82       |  |
|                | Géry Deffontaines             | Divers droite  | 10 316       | 22,19        | 24 237      | 49,18       |  |
|                | Jean-Jacques Descamps sortant | UDF (PR) (URC) | 9 596        | 20,64        | Retrait     | Retrait     |  |
|                | Maxime Carlier                | PCF            | 4 579        | 9,85         |             |             |  |
|                | Christian Grenier             | FN             | 3 492        | 7,51         |             |             |  |
|                | François Vidal                | Extrême gauche | 1 496        | 3,22         |             |             |  |
|                |                               |                |              |              |             |             |  |
| Inscrits       | Inscrits                      | Inscrits       | 63 780       | 100,00       | 63 771      | 100,00      |  |
| Abstentions    | Abstentions                   | Abstentions    | 16 368       | 25,66        | 13 112      | 20,56       |  |
| Votants        | Votants                       | Votants        | 47 412       | 74,34        | 50 659      | 79,44       |  |
| Blancs et nuls | Blancs et nuls                | Blancs et nuls | 924          | 1,95         | 1 381       | 2,73        |  |
| Exprimés       | Exprimés                      | Exprimés       | 46 488       | 98,05        | 49 278      | 97,27       |  |

#### Septième circonscription (Roubaix-Est)
| Candidat       | Candidat              | Parti          | Premier tour | Premier tour | Second tour | Second tour |  |
| Candidat       | Candidat              | Parti          | Voix         | %            | Voix        | %           |  |
| -------------- | --------------------- | -------------- | ------------ | ------------ | ----------- | ----------- |  |
|                | Bernard Carton élu    | PS             | 17 104       | 40,43        | 23 760      | 53,74       |  |
|                | Michel Ghysel sortant | RPR (URC)      | 13 457       | 31,81        | 20 449      | 46,26       |  |
|                | Pierre Ceyrac sortant | FN             | 8 424        | 19,91        |             |             |  |
|                | Émile Duhamel         | PCF            | 3 320        | 7,85         |             |             |  |
|                |                       |                |              |              |             |             |  |
| Inscrits       | Inscrits              | Inscrits       | 65 624       | 100,00       | 65 625      | 100,00      |  |
| Abstentions    | Abstentions           | Abstentions    | 22 270       | 33,94        | 20 037      | 30,53       |  |
| Votants        | Votants               | Votants        | 43 354       | 66,06        | 45 588      | 69,47       |  |
| Blancs et nuls | Blancs et nuls        | Blancs et nuls | 1 049        | 2,42         | 1 379       | 3,02        |  |
| Exprimés       | Exprimés              | Exprimés       | 42 305       | 97,58        | 44 209      | 96,98       |  |

#### Huitième circonscription (Roubaix-Ouest)
| Candidat       | Candidat               | Parti             | Premier tour | Premier tour | Second tour | Second tour |  |
| Candidat       | Candidat               | Parti             | Voix         | %            | Voix        | %           |  |
| -------------- | ---------------------- | ----------------- | ------------ | ------------ | ----------- | ----------- |  |
|                | Gérard Vignoble élu    | UDF (CDS) (URC)   | 15 637       | 38,93        | 23 929      | 57,53       |  |
|                | Alain Faugaret sortant | PS                | 12 790       | 31,85        | 17 663      | 42,47       |  |
|                | Jean-Pierre Gendron    | FN                | 7 508        | 18,69        |             |             |  |
|                | Jean-Pierre Marescaux  | PCF               | 2 308        | 5,75         |             |             |  |
|                | Jean-Marie Glantzlen   | Divers écologiste | 1 020        | 2,54         |             |             |  |
|                | Jacques Benaroer       | Extrême droite    | 898          | 2,24         |             |             |  |
|                | Jean-Louis Dionnet     | CNIP              | 2            | 0            |             |             |  |
|                |                        |                   |              |              |             |             |  |
| Inscrits       | Inscrits               | Inscrits          | 64 224       | 100,00       | 64 524      | 100,00      |  |
| Abstentions    | Abstentions            | Abstentions       | 23 004       | 35,82        | 21 467      | 33,27       |  |
| Votants        | Votants                | Votants           | 41 220       | 64,18        | 43 057      | 66,73       |  |
| Blancs et nuls | Blancs et nuls         | Blancs et nuls    | 1 057        | 2,56         | 1 465       | 3,4         |  |
| Exprimés       | Exprimés               | Exprimés          | 40 163       | 97,44        | 41 592      | 96,6        |  |

#### Neuvième circonscription (Tourcoing-Sud)
|                | Serge Charles sortant réélu | RPR (URC)      | 22 702 | 56,47  |  |  |  |
|                | Antoinette Le Marois        | PS             | 10 114 | 25,16  |  |  |  |
|                | Francis Dejardin            | FN             | 5 027  | 12,5   |  |  |  |
|                | Didier Roussel              | PCF            | 2 360  | 5,87   |  |  |  |
|                |                             |                |        |        |  |  |  |
| Inscrits       | Inscrits                    | Inscrits       | 62 310 | 100,00 |  |  |  |
| Abstentions    | Abstentions                 | Abstentions    | 21 391 | 34,33  |  |  |  |
| Votants        | Votants                     | Votants        | 40 919 | 65,67  |  |  |  |
| Blancs et nuls | Blancs et nuls              | Blancs et nuls | 716    | 1,75   |  |  |  |
| Exprimés       | Exprimés                    | Exprimés       | 40 203 | 98,25  |  |  |  |

#### Dixième circonscription (Tourcoing-Nord)
| Candidat       | Candidat                     | Parti          | Premier tour | Premier tour | Second tour | Second tour |  |
| Candidat       | Candidat                     | Parti          | Voix         | %            | Voix        | %           |  |
| -------------- | ---------------------------- | -------------- | ------------ | ------------ | ----------- | ----------- |  |
|                | Jean-Pierre Balduyck élu     | PS             | 17 636       | 40,05        | 24 669      | 53,54       |  |
|                | Stéphane Dermaux sortant     | UDF (PR) (URC) | 15 000       | 34,06        | 21 407      | 46,46       |  |
|                | Christian Baeckeroot sortant | FN             | 8 112        | 18,42        |             |             |  |
|                | Francine Vanoverberghe       | PCF            | 3 286        | 7,46         |             |             |  |
|                |                              |                |              |              |             |             |  |
| Inscrits       | Inscrits                     | Inscrits       | 66 310       | 100,00       | 66 310      | 100,00      |  |
| Abstentions    | Abstentions                  | Abstentions    | 21 216       | 32           | 18 680      | 28,17       |  |
| Votants        | Votants                      | Votants        | 45 094       | 68           | 47 630      | 71,83       |  |
| Blancs et nuls | Blancs et nuls               | Blancs et nuls | 1 060        | 2,35         | 1 554       | 3,26        |  |
| Exprimés       | Exprimés                     | Exprimés       | 44 034       | 97,65        | 46 076      | 96,74       |  |

#### Onzième circonscription (Armentières)
| Candidat       | Candidat            | Parti          | Premier tour | Premier tour | Second tour | Second tour |  |
| Candidat       | Candidat            | Parti          | Voix         | %            | Voix        | %           |  |
| -------------- | ------------------- | -------------- | ------------ | ------------ | ----------- | ----------- |  |
|                | Yves Durand élu     | PS             | 22 950       | 44,08        | 31 675      | 58,7        |  |
|                | Georges Brice       | RPR (URC)      | 15 631       | 30,02        | 22 285      | 41,3        |  |
|                | Pierre Demessine    | PCF            | 5 826        | 11,19        |             |             |  |
|                | Jean-Jacques Jouret | FN             | 5 320        | 10,22        |             |             |  |
|                | Jean Crinon         | Divers droite  | 1 770        | 3,4          |             |             |  |
|                | Jimmy Deroo         | Divers droite  | 571          | 1,1          |             |             |  |
|                |                     |                |              |              |             |             |  |
| Inscrits       | Inscrits            | Inscrits       | 76 793       | 100,00       | 76 787      | 100,00      |  |
| Abstentions    | Abstentions         | Abstentions    | 23 130       | 30,12        | 20 726      | 26,99       |  |
| Votants        | Votants             | Votants        | 53 663       | 69,88        | 56 061      | 73,01       |  |
| Blancs et nuls | Blancs et nuls      | Blancs et nuls | 1 595        | 2,97         | 2 101       | 3,75        |  |
| Exprimés       | Exprimés            | Exprimés       | 52 068       | 97,03        | 53 960      | 96,25       |  |

#### Douzième circonscription (Dunkerque-Ouest)
|                | Albert Denvers élu | PS             | 25 105 | 59,15  |  |  |  |
|                | Pierre Carpentier  | RPR (URC)      | 7 287  | 17,17  |  |  |  |
|                | Pierre Duriez      | FN             | 4 808  | 11,33  |  |  |  |
|                | Jacques Michon     | PCF            | 4 097  | 9,65   |  |  |  |
|                | Gilbert Dalmasso   | Extrême gauche | 1 146  | 2,7    |  |  |  |
|                |                    |                |        |        |  |  |  |
| Inscrits       | Inscrits           | Inscrits       | 65 695 | 100,00 |  |  |  |
| Abstentions    | Abstentions        | Abstentions    | 21 791 | 33,17  |  |  |  |
| Votants        | Votants            | Votants        | 43 904 | 66,83  |  |  |  |
| Blancs et nuls | Blancs et nuls     | Blancs et nuls | 1 461  | 3,33   |  |  |  |
| Exprimés       | Exprimés           | Exprimés       | 42 443 | 96,67  |  |  |  |

#### Treizième circonscription (Dunkerque-Est)
| Candidat       | Candidat                       | Parti          | Premier tour | Premier tour | Second tour | Second tour |  |
| Candidat       | Candidat                       | Parti          | Voix         | %            | Voix        | %           |  |
| -------------- | ------------------------------ | -------------- | ------------ | ------------ | ----------- | ----------- |  |
|                | Michel Delebarre sortant réélu | PS             | 18 195       | 45,94        | 22 668      | 55,02       |  |
|                | Emmanuel Dewees                | RPR (URC)      | 12 136       | 30,64        | 18 531      | 44,98       |  |
|                | Philippe Eymery                | FN             | 4 055        | 10,24        |             |             |  |
|                | Robert Lenoir                  | diss. UDF      | 2 676        | 6,76         |             |             |  |
|                | Philippe Canonne               | PCF            | 2 028        | 5,12         |             |             |  |
|                | Roger Lallouette               | Extrême gauche | 515          | 1,3          |             |             |  |
|                |                                |                |              |              |             |             |  |
| Inscrits       | Inscrits                       | Inscrits       | 61 226       | 100,00       | 61 209      | 100,00      |  |
| Abstentions    | Abstentions                    | Abstentions    | 20 649       | 33,73        | 18 680      | 30,52       |  |
| Votants        | Votants                        | Votants        | 40 577       | 66,27        | 42 529      | 69,48       |  |
| Blancs et nuls | Blancs et nuls                 | Blancs et nuls | 972          | 2,4          | 1 330       | 3,13        |  |
| Exprimés       | Exprimés                       | Exprimés       | 39 605       | 97,6         | 41 199      | 96,87       |  |

#### Quatorzième circonscription (Bergues)
| Candidat       | Candidat                     | Parti          | Premier tour | Premier tour | Second tour | Second tour |  |
| Candidat       | Candidat                     | Parti          | Voix         | %            | Voix        | %           |  |
| -------------- | ---------------------------- | -------------- | ------------ | ------------ | ----------- | ----------- |  |
|                | Charles Paccou sortant réélu | RPR (URC)      | 21 555       | 45,9         | 25 228      | 51,28       |  |
|                | Pierre-Jean Lepretre         | PS             | 19 811       | 42,19        | 23 971      | 48,72       |  |
|                | André Fin                    | FN             | 3 301        | 7,03         |             |             |  |
|                | Alain Lenglet                | PCF            | 2 291        | 4,88         |             |             |  |
|                |                              |                |              |              |             |             |  |
| Inscrits       | Inscrits                     | Inscrits       | 62 658       | 100,00       | 62 638      | 100,00      |  |
| Abstentions    | Abstentions                  | Abstentions    | 14 234       | 22,72        | 11 884      | 18,97       |  |
| Votants        | Votants                      | Votants        | 48 424       | 77,28        | 50 754      | 81,03       |  |
| Blancs et nuls | Blancs et nuls               | Blancs et nuls | 1 466        | 3,03         | 1 555       | 3,06        |  |
| Exprimés       | Exprimés                     | Exprimés       | 46 958       | 96,97        | 49 199      | 96,94       |  |

#### Quinzième circonscription (Hazebrouck)
| Candidat       | Candidat                | Parti               | Premier tour | Premier tour | Second tour | Second tour |  |
| Candidat       | Candidat                | Parti               | Voix         | %            | Voix        | %           |  |
| -------------- | ----------------------- | ------------------- | ------------ | ------------ | ----------- | ----------- |  |
|                | Maurice Sergheraert élu | Divers droite (URC) | 22 639       | 47,95        | 25 304      | 51,68       |  |
|                | Jean Delobel            | PS                  | 19 191       | 40,64        | 23 659      | 48,32       |  |
|                | Victor Delos            | FN                  | 2 719        | 5,76         |             |             |  |
|                | Jean-Paul Beck          | PCF                 | 2 669        | 5,65         |             |             |  |
|                |                         |                     |              |              |             |             |  |
| Inscrits       | Inscrits                | Inscrits            | 62 389       | 100,00       | 62 385      | 100,00      |  |
| Abstentions    | Abstentions             | Abstentions         | 13 899       | 22,28        | 11 994      | 19,23       |  |
| Votants        | Votants                 | Votants             | 48 490       | 77,72        | 50 391      | 80,77       |  |
| Blancs et nuls | Blancs et nuls          | Blancs et nuls      | 1 272        | 2,62         | 1 428       | 2,83        |  |
| Exprimés       | Exprimés                | Exprimés            | 47 218       | 97,38        | 48 963      | 97,17       |  |

#### Seizième circonscription (Aniche)
| Candidat       | Candidat                   | Parti          | Premier tour | Premier tour | Second tour | Second tour |  |
| Candidat       | Candidat                   | Parti          | Voix         | %            | Voix        | %           |  |
| -------------- | -------------------------- | -------------- | ------------ | ------------ | ----------- | ----------- |  |
|                | Georges Hage sortant réélu | PCF            | 24 378       | 47,72        | 35 654      | 70,11       |  |
|                | Jocelyne Canivet           | PS             | 12 698       | 24,86        | Retrait     | Retrait     |  |
|                | Émile Messager             | RPR (URC)      | 10 209       | 19,98        | 15 202      | 29,89       |  |
|                | Francis Plus               | FN             | 3 802        | 7,44         |             |             |  |
|                |                            |                |              |              |             |             |  |
| Inscrits       | Inscrits                   | Inscrits       | 76 213       | 100,00       | 76 217      | 100,00      |  |
| Abstentions    | Abstentions                | Abstentions    | 23 669       | 31,06        | 22 840      | 29,97       |  |
| Votants        | Votants                    | Votants        | 52 544       | 68,94        | 53 377      | 70,03       |  |
| Blancs et nuls | Blancs et nuls             | Blancs et nuls | 1 457        | 2,77         | 2 521       | 4,72        |  |
| Exprimés       | Exprimés                   | Exprimés       | 51 087       | 97,23        | 50 856      | 95,28       |  |

#### Dix-septième circonscription (Douai)
| Candidat       | Candidat        | Parti          | Premier tour | Premier tour | Second tour | Second tour |  |
| Candidat       | Candidat        | Parti          | Voix         | %            | Voix        | %           |  |
| -------------- | --------------- | -------------- | ------------ | ------------ | ----------- | ----------- |  |
|                | Jacques Vernier | RPR (URC)      | 17 322       | 37,09        | 22 359      | 45,84       |  |
|                | Marc Dolez élu  | PS             | 14 982       | 32,08        | 26 417      | 54,16       |  |
|                | Pierre Lefebvre | PCF            | 10 519       | 22,52        | Retrait     | Retrait     |  |
|                | Maurice Seghers | FN             | 3 880        | 8,31         |             |             |  |
|                |                 |                |              |              |             |             |  |
| Inscrits       | Inscrits        | Inscrits       | 72 468       | 100,00       | 72 464      | 100,00      |  |
| Abstentions    | Abstentions     | Abstentions    | 24 869       | 34,32        | 22 220      | 30,66       |  |
| Votants        | Votants         | Votants        | 47 599       | 65,68        | 50 244      | 69,34       |  |
| Blancs et nuls | Blancs et nuls  | Blancs et nuls | 896          | 1,88         | 1 468       | 2,92        |  |
| Exprimés       | Exprimés        | Exprimés       | 46 703       | 98,12        | 48 776      | 97,08       |  |

#### Dix-huitième circonscription (Cambrai)
| Candidat       | Candidat                     | Parti          | Premier tour | Premier tour | Second tour | Second tour |  |
| Candidat       | Candidat                     | Parti          | Voix         | %            | Voix        | %           |  |
| -------------- | ---------------------------- | -------------- | ------------ | ------------ | ----------- | ----------- |  |
|                | Jacques Legendre sortant     | RPR (URC)      | 21 852       | 39,85        | 28 227      | 47,6        |  |
|                | Jean Le Garrec sortant réélu | PS             | 20 280       | 36,98        | 31 072      | 52,4        |  |
|                | Édouard Tricquet             | PCF            | 8 098        | 14,77        |             |             |  |
|                | Jacques Disdier              | FN             | 4 607        | 8,4          |             |             |  |
|                |                              |                |              |              |             |             |  |
| Inscrits       | Inscrits                     | Inscrits       | 76 855       | 100,00       | 76 852      | 100,00      |  |
| Abstentions    | Abstentions                  | Abstentions    | 20 663       | 26,89        | 15 685      | 20,41       |  |
| Votants        | Votants                      | Votants        | 56 192       | 73,11        | 61 167      | 79,59       |  |
| Blancs et nuls | Blancs et nuls               | Blancs et nuls | 1 355        | 2,41         | 1 868       | 3,05        |  |
| Exprimés       | Exprimés                     | Exprimés       | 54 837       | 97,59        | 59 299      | 96,95       |  |

#### Dix-neuvième circonscription (Denain)
| Candidat       | Candidat                     | Parti           | Premier tour | Premier tour | Second tour | Second tour |  |
| Candidat       | Candidat                     | Parti           | Voix         | %            | Voix        | %           |  |
| -------------- | ---------------------------- | --------------- | ------------ | ------------ | ----------- | ----------- |  |
|                | Gustave Ansart sortant réélu | PCF             | 25 817       | 49,07        | 33 993      | 100,00      |  |
|                | Robert Parent                | PS              | 12 805       | 24,34        | Retrait     | Retrait     |  |
|                | Bernard Trioux               | UDF (Rad) (URC) | 8 783        | 16,69        |             |             |  |
|                | Alain Philippart             | FN              | 5 206        | 9,9          |             |             |  |
|                |                              |                 |              |              |             |             |  |
| Inscrits       | Inscrits                     | Inscrits        | 77 906       | 100,00       | 77 901      | 100,00      |  |
| Abstentions    | Abstentions                  | Abstentions     | 24 065       | 30,89        | 32 743      | 42,03       |  |
| Votants        | Votants                      | Votants         | 53 841       | 69,11        | 45 158      | 57,97       |  |
| Blancs et nuls | Blancs et nuls               | Blancs et nuls  | 1 230        | 2,28         | 11 165      | 24,72       |  |
| Exprimés       | Exprimés                     | Exprimés        | 52 611       | 97,72        | 33 993      | 75,28       |  |

#### Vingtième circonscription (Saint-Amand-les-Eaux)
| Candidat       | Candidat                    | Parti           | Premier tour | Premier tour | Second tour | Second tour |  |
| Candidat       | Candidat                    | Parti           | Voix         | %            | Voix        | %           |  |
| -------------- | --------------------------- | --------------- | ------------ | ------------ | ----------- | ----------- |  |
|                | Alain Bocquet sortant réélu | PCF             | 21 495       | 41,32        | 28 685      | 100,00      |  |
|                | Bernard Kouchner            | app. PS         | 15 133       | 29,09        | Retrait     | Retrait     |  |
|                | Pierre Vilcot               | UDF (CDS) (URC) | 9 557        | 18,37        |             |             |  |
|                | Pierre Boussard             | FN              | 5 833        | 11,21        |             |             |  |
|                |                             |                 |              |              |             |             |  |
| Inscrits       | Inscrits                    | Inscrits        | 76 995       | 100,00       | 76 995      | 100,00      |  |
| Abstentions    | Abstentions                 | Abstentions     | 23 546       | 30,58        | 36 203      | 47,02       |  |
| Votants        | Votants                     | Votants         | 53 449       | 69,42        | 40 792      | 52,98       |  |
| Blancs et nuls | Blancs et nuls              | Blancs et nuls  | 1 431        | 2,68         | 12 107      | 29,68       |  |
| Exprimés       | Exprimés                    | Exprimés        | 52 018       | 97,32        | 28 685      | 70,32       |  |

#### Vingt-et-unième circonscription (Valenciennes)
| Candidat       | Candidat                 | Parti          | Premier tour | Premier tour | Second tour | Second tour |  |
| Candidat       | Candidat                 | Parti          | Voix         | %            | Voix        | %           |  |
| -------------- | ------------------------ | -------------- | ------------ | ------------ | ----------- | ----------- |  |
|                | Olivier Marlière sortant | RPR (URC)      | 16 413       | 33,15        | 24 018      | 46,97       |  |
|                | Fabien Thiémé élu        | PCF            | 14 122       | 28,52        | 27 114      | 53,03       |  |
|                | Daniel Bois              | PS             | 13 314       | 26,89        | Retrait     | Retrait     |  |
|                | Dominique Slabolepszy    | FN             | 4 756        | 9,61         |             |             |  |
|                | Pascal Delsaut           | Divers droite  | 905          | 1,83         |             |             |  |
|                |                          |                |              |              |             |             |  |
| Inscrits       | Inscrits                 | Inscrits       | 77 832       | 100,00       | 77 830      | 100,00      |  |
| Abstentions    | Abstentions              | Abstentions    | 27 239       | 35           | 24 466      | 31,44       |  |
| Votants        | Votants                  | Votants        | 50 593       | 65           | 53 364      | 68,56       |  |
| Blancs et nuls | Blancs et nuls           | Blancs et nuls | 1 083        | 2,14         | 2 232       | 4,18        |  |
| Exprimés       | Exprimés                 | Exprimés       | 49 510       | 97,86        | 51 132      | 95,82       |  |

#### Vingt-deuxième circonscription (Le Quesnoy)
| Candidat       | Candidat               | Parti          | Premier tour | Premier tour | Second tour | Second tour |  |
| Candidat       | Candidat               | Parti          | Voix         | %            | Voix        | %           |  |
| -------------- | ---------------------- | -------------- | ------------ | ------------ | ----------- | ----------- |  |
|                | Christian Bataille élu | PS             | 20 418       | 38,47        | 35 473      | 64,29       |  |
|                | Claude Wargnies        | PCF            | 14 461       | 27,25        | Retrait     | Retrait     |  |
|                | Jean-Pierre Delmotte   | RPR (URC)      | 13 034       | 24,56        | 19 701      | 35,71       |  |
|                | Michel Locoche         | FN             | 5 161        | 9,72         |             |             |  |
|                |                        |                |              |              |             |             |  |
| Inscrits       | Inscrits               | Inscrits       | 74 038       | 100,00       | 74 021      | 100,00      |  |
| Abstentions    | Abstentions            | Abstentions    | 19 416       | 26,22        | 16 245      | 21,95       |  |
| Votants        | Votants                | Votants        | 54 622       | 73,78        | 57 776      | 78,05       |  |
| Blancs et nuls | Blancs et nuls         | Blancs et nuls | 1 548        | 2,83         | 2 602       | 4,5         |  |
| Exprimés       | Exprimés               | Exprimés       | 53 074       | 97,17        | 55 174      | 95,5        |  |

#### Vingt-troisième circonscription (Maubeuge)
| Candidat       | Candidat                    | Parti           | Premier tour | Premier tour | Second tour | Second tour |  |
| Candidat       | Candidat                    | Parti           | Voix         | %            | Voix        | %           |  |
| -------------- | --------------------------- | --------------- | ------------ | ------------ | ----------- | ----------- |  |
|                | Umberto Battist élu         | PS              | 13 922       | 32,87        | 25 215      | 58,66       |  |
|                | Jean-Claude Decagny sortant | UDF (PSD) (URC) | 11 377       | 26,86        | 17 769      | 41,34       |  |
|                | Jean Jarosz sortant         | PCF             | 10 116       | 23,89        | Retrait     | Retrait     |  |
|                | Claude Deresnes             | FN              | 6 453        | 15,24        |             |             |  |
|                | Jean-Marie Allain           | LCR             | 483          | 1,14         |             |             |  |
|                |                             |                 |              |              |             |             |  |
| Inscrits       | Inscrits                    | Inscrits        | 66 243       | 100,00       | 66 242      | 100,00      |  |
| Abstentions    | Abstentions                 | Abstentions     | 22 944       | 34,64        | 21 206      | 32,01       |  |
| Votants        | Votants                     | Votants         | 43 299       | 65,36        | 45 036      | 67,99       |  |
| Blancs et nuls | Blancs et nuls              | Blancs et nuls  | 948          | 2,19         | 2 052       | 4,56        |  |
| Exprimés       | Exprimés                    | Exprimés        | 42 351       | 97,81        | 42 984      | 95,44       |  |

#### Vingt-quatrième circonscription (Avesnes-sur-Helpe)
| Candidat       | Candidat                    | Parti          | Premier tour | Premier tour | Second tour | Second tour |  |
| Candidat       | Candidat                    | Parti          | Voix         | %            | Voix        | %           |  |
| -------------- | --------------------------- | -------------- | ------------ | ------------ | ----------- | ----------- |  |
|                | Marcel Dehoux sortant réélu | PS             | 20 066       | 45,74        | 28 298      | 61,61       |  |
|                | Jean-Pierre Deflandre       | RPR (URC)      | 11 691       | 26,65        | 17 626      | 38,38       |  |
|                | Jean-Claude Wasterlain      | PCF            | 6 672        | 15,21        |             |             |  |
|                | Bernard Hutin               | FN             | 5 433        | 12,38        |             |             |  |
|                |                             |                |              |              |             |             |  |
| Inscrits       | Inscrits                    | Inscrits       | 65 513       | 100,00       | 65 503      | 100,00      |  |
| Abstentions    | Abstentions                 | Abstentions    | 20 448       | 31,21        | 17 766      | 27,12       |  |
| Votants        | Votants                     | Votants        | 45 065       | 68,79        | 47 737      | 72,88       |  |
| Blancs et nuls | Blancs et nuls              | Blancs et nuls | 1 203        | 2,67         | 1 813       | 3,8         |  |
| Exprimés       | Exprimés                    | Exprimés       | 43 862       | 97,33        | 45 924      | 96,2        |  |